# American Israel Public Affairs Committee
De American Israel Public Affairs Committee ('Amerikaans Comité voor Openbare Zaken met betrekking tot Israël'), vaak afgekort tot AIPAC is een belangengroep die lobbyt bij het Amerikaans Congres en de Amerikaanse uitvoerende macht met als doel een hechte relatie te onderhouden tussen de Verenigde Staten en Israël. De organisatie beschrijft zichzelf als 'Amerika's Pro-Israël-Lobby' en omvat een groot aantal leden van zowel Joodse als niet-Joodse achtergrond uit alle politieke stromingen.
De AIPAC werd gesticht tijdens de regering-Eisenhower (1953) en is sindsdien betrokken bij het pogen om de Amerikaanse hulp en steun aan Israël te verzekeren. De organisatie wordt gezien als de machtigste joodse organisatie in de Verenigde Staten. In 1997 en 2005 werd door zowel het Amerikaanse tijdschrift Fortune als National Journal aan de Amerikaanse congresleden gevraagd om de '25 machtigste' lobby-organisaties te noemen, waarbij deze organisatie bij beide als op een na de machtigste uit de bus kwam, na de AARP (ouderenbeweging). De AIPAC mengt zich in de 21e eeuw regelmatig in Democratische voorverkiezingen, waar kandidaten van de Squad (linkervleugel) worden bekampt door gematigde kandidaten. De AIPAC financiert sinds 2022 het United Democracy Project, dat op zijn beurt de anti-Squadcampagnes financiert.

De organisatie werd gesticht in 1951 door Isaiah L. Kenen als de American Zionist Committee for Public Affairs ('Amerikaanse Zionistisch Comité voor Openbare Zaken'). Een aantal jaar later werd de naam naar de huidige veranderd. Volgens de eigen website heeft de organisatie 100.000 leden.
Een enigszins vergelijkbare (maar minder proactieve) Nederlandse lobbyorganisatie is het Centrum Informatie en Documentatie Israel (CIDI).